# Fagopyrum megacarpum
Fagopyrum megacarpum là một loài thực vật có hoa trong họ Rau răm. Loài này được H.Hara mô tả khoa học đầu tiên năm 1972.